# Corts de Montsó-Binèfar
Les Corts de Montsó-Binèfar van ser presidides pel rei Felip I d'Aragó i foren Corts Generals de la Corona d'Aragó que implicava la reunió de les Corts forals valencianes, les Corts del Regne d'Aragó i les Corts de Catalunya. Era President de la Generalitat en Pere Oliver de Boteller i de Riquer i varen tenir lloc al llarg del segon semestre de 1585, foren concloses el 9 de desembre a Binèfar.
El gran distanciament en la celebració de Corts, havia activat altres institucions per al funcionament polític, i així van sovintejar cada vegada més les juntes de braços, que es reunien a la mateixa Casa de la Diputació i suposaven una ampliació de la representació social important encara que desordenada. Aquest nou paper dels estaments en el reforç i control de la Diputació, que neutralitzava en part els efectes del sistema insaculatori, fou consolidat a la Cort de 1585 amb la formalització de les divuitenes o comissions mixtes de sis membres per braç, emanades de la Junta de Braços amb l'objectiu d'executar les decisions polítiques sobre l'afer que havia motivat la convocatòria de l'assemblea. Aquesta estructura d'acció política permet la participació de més de 600 persones entre els triennis 1587-1590.
Aquestes Corts no varen ser diferents pel que fa al fracàs en l'aplicació dels mecanismes de l'Observança, aprovats un segle abans i, malgrat les múltiples contrafaccions comeses pels oficials reials, els representants del Consell de Cent es queixaven que mai la Reial Audiència de Catalunya havia condemnat a cap oficial i afirmava que el manteniment de la Constitució de l'Observança en els mateixos termes era "la destructió de Cathalunya".
Pel que fa a la política financera, i davant del creixent endeutament de la Diputació, es va decidir l'aplicació d'un concert amb els deutors per a aconseguir un retorn progressiu. La pressió fiscal es feu més forta amb els que estaven fora del concert incrementant-se les expropiacions i, paral·lelament, les agressions i assassinats d'oficials al càrrec de les expropiacions. També es crearen taules de recaptació a Begur i el Vendrell.
Aquesta bonança financera havia portat els darrers anys a tenir un generós sistema de revisió salarial dels oficials. En aquestes Corts s'aprovà limitar aquesta pràctica.
La publicació de les constitucions aprovades en aquestes Corts no va aparèixer fins al maig de 1586. Al retard injustificat, es va sumar l'escàndol de la manipulació que havien sofert respecte als acords presos. A la documentació enviada per les autoritats reials per a ser impresa mancaven les actes relatives al Sant Ofici, la Capitania General, el comerç de cavalls i s'havia afegit una de nova relativa a l'augment salarial del Consell Reial. Darrere d'aquesta manipulació es va identificar la intervenció de Joan de Queralt i de Ribes, diputat del braç militar de tendències monàrquiques qui serà jutjat per un seguit d'acusacions de suborn, tracte de favor i manipulació de documents públics tot i que, posteriorment, fou exonerat per la Reial Audiència.

## Assistents a les corts catalanes
Pel Braç Eclesiàstic
- Joan Dimas Lloris, bisbe de Barcelona (President del Braç Eclesiàstic)
- Miquel d'Aimeric i de Codina, abat de Santa Maria de Lavaix
- Jaume Caçador i Claret, bisbe de Girona
- Joan Baptista Cardona, bisbe de Vic
- Andreu Capella, prior d'Escaladei
- Onofre Pau Cellers, síndic del Capítol de Barcelona
- Jaume Coma, síndic del Capítol de Vic
- Hug de Copons, prior de Catalunya
- Lluís Esquerrer, procurador del bisbat d'Urgell
- Francesc Gomis, procurador del monestir de Sant Llorenç del Munt
- Agustí Guallart, abat de Santa Maria de Gerri i procurador de Santa Maria de Serrateix
- Ignasi Guitérrez, abat de Santa Maria de Bellpuig de les Avellanes
- Onofre Masdemont, síndic del Capítol d'Elna
- Sebastià Moles, síndic del Capítol d'Urgell
- Francesc Oliver de Boteller, abat de Poblet
- Rafael d'Oms, síndic del Capítol de Tarragona
- Paulo Pla, abat de Sant Pere de Galligants
- Esteve Puig, abat de la Real
- Ferran Quintana, vicari general del bisbat de Tortosa i procurador del bisbat d'Urgell
- Baltasar de Rajadell, síndic del Capítol de Lleida
- Jaume Reig, vicari general de l'arquebisbat de Tarragona
- Miquel Sobraries, abat de Sant Feliu de Guíxols
- Jeroni Terça, síndic del Capítol de Tortosa
- Joan Terès i Borrull, bisbe d'Elna
- Pere Tomàs, síndic del Capítol de Girona
- Blai Torner, procurador del Reial Monestir de Santa Maria de Santes Creus

Pel Braç Reial
- Jacobus Vila, Conseller en Cap de Barcelona;
- Michael Bastida;
- Galcerandus Dezvalls;
- Michael Çarrovira, doctor iuris utriusque síndic de Barcelona.
- Nicholaus Frexanet, iuris utriusque doctor i Franciscus Alguero (Lleida)
- Raphael Vivet, Andreas Vilaplana (Girona)
- Ludovicus Terrene, Hieronymus Boldó (Perpinyà)
- Joannes Montornés, Christoforus Egidius de Villoro, Christoforus Castelló (Tortosa)
- Joannes Ponsic (Vic)
- Hieronymus Jorba, utriusque iuris doctor (Cervera)
- Damianus Pujol, Armengardiis Coll (Balaguer)
- Antichus Sala, Minorisse.
- Jacobus Hieroymus Ponces, Tarrege.
- Gabriel Arrencada (Torroella de Montgrí)
- Joannes Navarro (Camprodon)
- Jacobus Roffí (Pals)
- Anthonius Molinés (Baronia de Cruïlles)
- Galcerandus Robollet (Vilafranca de Conflent)
- Joannes Pi, Jacobus Puignau, Cauquiliberi.
- Petrus Inveni Rocha, Tuhir.
- Jacobus Puig (Granollers)
- Anthonius Ribes, Argilesii.
- Franciscus Arcís, Bisuldunii
- Joannes Cabessa, Salicis
- Franciscus Lunes, Calidarum de Montebovino